# Oscar Tellechea
Oscar Tellechea est un footballeur puis entraîneur argentin né le 29 novembre 1913 à La Plata. Il évoluait au poste de défenseur.
Après une carrière de joueur en France et au Portugal, il devient entraîneur.

## Biographie

### En tant que joueur
Il commence sa carrière professionnelle en Argentine dans le club de sa ville natale l'Estudiantes, il joue alors au poste d'attaquant. Il y reste trois années avant de tenter l'expérience européenne, avec une petite digression avec son frère Horacio, par l'Uruguay, au sein du CA Peñarol avec qui il obtient le titre de champion national.
Arrivé en Alsace, au FC Sochaux-Montbéliard, il devient vice champion de France et participe à la conquête de la coupe, sans pour autant jouer la finale. La saison suivante n'entrant pas dans les plans de l'uruguayen Conrad Ross, il évolue en deuxième division au SR Colmar. En 1938, il retrouve son frère au FC Metz, mais cette expérience est de courte durée (les deux premières journées ainsi que les 32e de la coupe), car à l'approche de la guerre il quitte la France et rejoint le Portugal, pays qui à l'époque est considéré comme neutre.
Oscar Tellechea arrive au Portugal au printemps 1939. Il trouve au nord le club de l'Académico de Porto, et y signe avec son compatriote Raúl Sbarra, avec qui il avait joué au FC Sochaux durant la saison 1936-37. Mais cette saison n'est pas une grande réussite, le club étant relégué en fin de saison, et subit une défaite historique face au Sporting CP sur le score de 11 à 2. Il quitte le nord du Portugal avant le terme de la saison et rejoint la capitale au sein du Belenenses, à nouveau avec son frère. Lors de la saison 1940-1941, il dispute la finale de la Coupe du Portugal, remportée par le Sporting CP.
Il quitte le club d'Os Belenenses pour le tout jeune club et voisin d'GD Estoril, qui évolue en seconde division portugaise. Il participe activement à la conquête du titre et à la montée. mais le club ne prend l'option de l'accession, néanmoins il reste avec les « Canarinhos ».
Quittant le sud pour la nord, son premier pieds à terre lors de son arrivée au Portugal, il signe au FC Famalicão, qui évolue au deuxième niveau portugais, il y passe quatre saisons, toujours à la limite de la montée. Le fait le plus notable reste, lors de la saison 1945-46, la participation aux demi-finales de la coupe avec l'ascension historique à la première division nationale. Le FC Famalicão, étant ainsi le deuxième club de la région du Minho ayant atteint l'élite du football portugais. Il rejoue donc, durant la saison suivante en première division, niveau auquel il n'avait pas évolué depuis la période Belenenses. Ce retour reste cependant éphémère, mais prestigieux. Terminant à l'avant-dernière place et donc est de nouveau relégué au second niveau du football portugais. De ce court passage on retiendra la victoire à domicile face au FC Porto (sur le score de 2-1). Évoluant depuis plusieurs années au poste de défenseur, alors qu'il fut formé à l'attaque, il désire retrouver son poste de départ, et quitte Famalicão, et tente sa chance à l'Académico de Viseu, où il retrouve son ami Raúl Sbarra, qui en est l'entraîneur. Dès la première saison il remporte le championnat de l'AF Viseu Divisão Honra 1947-1948, et est sacré vice-champion national de troisième Division. Toutefois, pour des raisons de santé Sbarra, quitte le club, et Tellechea prend les fonctions d'entraîneur-joueur.
Lors de la saison 1949-1950 il est proche d'offrir la montée à la première division nationale, après avoir remporté la Zone B de la deuxième division. Mais lors des barrages d'accession, il est devancé par le Boavista FC, et l'Oriental Lisbonne. Ayant délaissé l'aspect joueur, pour devenir exclusivement entraîneur, il est convoité par plusieurs clubs de première division portugaise.

#### Statistiques joueur
| Championnats | Championnats           | Championnats     | Championnats   | Championnats   | Coupes nationales | Coupes nationales | Coupes continentales | Coupes continentales | Sélection Argentine | Sélection Argentine | Total         | Total         |
| Saison       | Club                   | Pays             | Matches        | Buts           | Matches           | Buts              | Matches              | Buts                 | Matches             | Buts                | Matches       | Buts          |
| ------------ | ---------------------- | ---------------- | -------------- | -------------- | ----------------- | ----------------- | -------------------- | -------------------- | ------------------- | ------------------- | ------------- | ------------- |
| 1933         | Estudiantes            | Primera División | incomplet (3)  | 3              | ?                 | ?                 | ?                    | ?                    | 0                   | 0                   | incomplet (3) | 3             |
| 1934         | Estudiantes            | Primera División | incomplet (5)  | 5              | ?                 | ?                 | ?                    | ?                    | 0                   | 0                   | incomplet (5) | 5             |
| 1935         | Estudiantes Réserve    | Segunda División | incomplet (2)  | 2              | ?                 | ?                 | ?                    | ?                    | 0                   | 0                   | incomplet (2) | 2             |
| 1935         | Estudiantes            | Primera División | incomplet (2)  | 2              | ?                 | ?                 | ?                    | ?                    | 0                   | 0                   | incomplet (2) | 2             |
| 1936         | CA Peñarol             | Primera División | ?              | ?              | ?                 | ?                 | ?                    | ?                    | 0                   | 0                   | ?             | Inconnu       |
| 1936-1937    | FC Sochaux-Montbéliard | Division 1       | ?              | ?              | ?                 | ?                 | ?                    | ?                    | 0                   | 0                   | 12            | 0             |
| 1937-1938    | SR Colmar              | Division 2       | ?              | ?              | ?                 | ?                 | ?                    | ?                    | 0                   | 0                   | ?             | Inconnu       |
| 1938-1939    | FC Metz                | Division 1       | 2              | 0              | 1                 | 0                 | 0                    | 0                    | 0                   | 0                   | 3             | 0             |
| 1939-1940    | Académico FC           | I Divisão        | incomplet (1)  | ?              | ?                 | ?                 | ?                    | ?                    | 0                   | 0                   | incomplet (1) | inconnu       |
| 1939-1940    | Os Belenenses          | I Divisão        | ?              | ?              | ?                 | ?                 | ?                    | ?                    | 0                   | 0                   | ?             | inconnu       |
| 1940-1941    | Os Belenenses          | I Divisão        | ?              | ?              | ?                 | ?                 | ?                    | ?                    | 0                   | 0                   | ?             | inconnu       |
| 1941-1942    | GD Estoril-Praia       | Segunda Divisão  | incomplet (1)  | ?              | ?                 | ?                 | ?                    | ?                    | 0                   | 0                   | incomplet (1) | inconnu       |
| 1942-1943    | GD Estoril-Praia       | Segunda Divisão  | ?              | ?              | ?                 | ?                 | ?                    | ?                    | 0                   | 0                   | ?             | inconnu       |
| 1943-1944    | FC Famalicão           | Segunda Divisão  | ?              | ?              | ?                 | ?                 | ?                    | ?                    | 0                   | 0                   | ?             | inconnu       |
| 1944-1945    | FC Famalicão           | Segunda Divisão  | ?              | ?              | ?                 | ?                 | ?                    | ?                    | 0                   | 0                   | ?             | inconnu       |
| 1945-1946    | FC Famalicão           | Segunda Divisão  | ?              | ?              | ?                 | ?                 | ?                    | ?                    | 0                   | 0                   | ?             | inconnu       |
| 1946-1947    | FC Famalicão           | I Divisão        | ?              | ?              | ?                 | ?                 | ?                    | ?                    | 0                   | 0                   | ?             | inconnu       |
| 1947-1948    | Ac. de Viseu           | Terceira Divisão | ?              | ?              | ?                 | ?                 | ?                    | ?                    | 0                   | 0                   | ?             | inconnu       |
| 1948-1949    | Ac. de Viseu           | Segunda Divisão  | ?              | ?              | ?                 | ?                 | ?                    | ?                    | 0                   | 0                   | ?             | inconnu       |
| 1949-1950    | Ac. de Viseu           | Segunda Divisão  | ?              | ?              | ?                 | ?                 | ?                    | ?                    | 0                   | 0                   | ?             | inconnu       |
| Total        | Total                  | Total            | incomplet (16) | incomplet (12) | incomplet (1)     | incomplet (0)     | incomplet (0)        | incomplet (0)        | 0                   | 0                   | incomplet(29) | incomplet(12) |

### En tant qu'entraîneur
Il débute, en tant qu'entraîneur, à l'Ac. de Viseu, où il est aussi joueur.
Puis il entraîne entre autres, les équipes de Torreense (1955-1956), Guimarães (1956-1957), Beira-Mar (1961-1962) ou encore de Covilhã (1963-1964).
En 1950, il fait un court passage par un club qu'il connait déjà pour y avoir joué, le Belenenses. Puis est contacté par le club de la capitale estudiantine portugaise, avec qui il restera quatre saisons. Comme à son habitude l'Académica de Coimbra, lorsqu'elle engage un entraîneur pour son équipe première celui-ci devient aussi celui des juniores, et avec ces derniers qu'il réalise ses meilleures performances. Néanmoins, avec les séniors, il les hisse en finale de la coupe face au Benfica Lisbonne. Perdue 5 buts à 1 (but de Macedo à la 26e minute). Ses finalistes étant :
- gardien; Capela, défenseurs; Branco, José Miguel, Melo, milieux; Pedro Azeredo, Mário Torres, les attaquants; Duarte, Rui Gil, Bentes, Nana et comme remplaçants : Eduardo Santos, Prates et Pinho.

Lors de la saison suivante il ne peut réaliser l'exploit de l'an passé en coupe, et en championnat il n'améliore que d'une place celle acquise en 1951. Cette saison est surtout marquée par l'exploit qu'il réalise avec ses juniors, après être sacré champion de l'AF Coimbra Juniors sur un score sans contestation de 7 à 0 (face à l'União de Coimbra). Il se lance dans le championnat national juniors sans aucune appréhension. Une campagne sans fausses notes n'accordant qu'un match nul face au Sporting Clube de Braga, en match aller des demi-finales. Le 24 mai 1952, a lieu la finale sur le terrain de la Tapadinha. Les étudiants sont favoris face au Portalegrense, ce qui se révèle être le cas, les jeunes joueurs de Coimbra ouvrent le score dès la 3e minute, et entretiennent leur supériorité jusqu'au coup de sifflet final. Victoire 2 buts à 1. Les jeunes champions sont :
- Rogério, Artur, Délio, Marcos, Sandinha, Pinto Simoes (Cap.), Frias, Mota, Chico Almeida, Pinho et Gouveia.

La saison 1952-53, n'est pas brillante, n'arrivant pas à intégrer les jeunes champions, avec les anciens, l'équipe stagne dans le bas du classement flirtant à plusieurs reprises avec la relégation, et finit 11e. Pour sa dernière saison à la tête de la "Briosa", Oscar Tellechea toujours empêtré, dans ses problèmes d'acclimatation des jeunes, réalise sa pire saison, arrivant avant-dernier du championnat, et ne passant pas le premier tour de la coupe. Mais une nouvelle fois, les juniors sont là, réalisant ce qu'ils avaient fait deux ans auparavant, battant en finale le CUF, 2 buts à 0. Ces nouveaux champions sont :
- Couceiro, Belito, José Julio, Sandinha, Pérides, Pedro, Nogueira, Balaco, Nunes de Almeida, Mota, Bagorro et Tomané.

En 1954, il arrive à Torres Vedras, afin de prendre en main la destiné du club local, le SCUT, qui évolue en deuxième division portugaise, et qui durant les dernières saisons était resté à un palier de la montée. Réussissant l'ascension, le club participe pour la première fois de son histoire au championnat élite portugais. Avec une équipe alliant de jeunes joueurs issus de la seconde division ainsi que de la formation comme le jeune João Morais, futur international, et d'autres avec plus d'expériences tel que : Joaquim Fernandes, ancien du Benfica Lisbonne, vainqueur du championnat en 1950 et multiple vainqueur de la coupe ou encore Fernando Mendonça venue du Sporting CP, et double champion. Il réalise un bon championnat en terminant à la 7e place, accrochant à son tableau d'honneur, une victoire contre le grand du moment, le Sporting CP, battu à domicile 1 but à 0, mais aussi un très beau nul au Estádio da Luz, en tenant en échec le Benfica Lisbonne sur le score de 2 buts partout. Mais c'est surtout en coupe qu'il fait sa légende ainsi que celle du SCU Torreense. Au premier tour, c'est le Clube Desportivo de Beja, qui fait les frais d'une équipe soudée et volontaire. Moins d'une semaine plus tard, en 8e de finale, il rencontre à nouveau le Sporting, club qui durant la saison n'a pas réussi à battre les joueurs de Tellechea (1 défaite, 1 nul). À nouveau, les rouges et bleus prennent le dessus gagnant 1 à 0. Puis c'est au tour du SC Braga et de Belenenses de subir la domination du Torreense. En finale, le 27 mai 1956, c'est le champion du Portugal qu'ils rencontrent, mais sans surprise, le FC Porto domine et réalise le doublé coupe-championnat, grâce à deux buts d'Hernâni. L'équipe d'Oscar Tellechea se composant ainsi :
- gardien; António Gama, défenseurs; Amílar Silva, Joaquim Fernandes, milieux; Américo Belen, António Bernardo, Forneri, Carlos Alberto, José da Costa et les attaquants; Fernando Mendonça, João Mendonça et José Gonçalves[23].

La saison 1956-1957, il est appelé à remplacer l'entraîneur du V. Guimarães, Fernando Vaz qui quitte la première capitale portugaise, pour des questions personnelles, et reviendra un an plus tard. Prenant en main l'équipe, il obtient la 2e place de la zone nord. Il participe donc aux barrages pour la montée directe, avec le SC Braga, le SC Farense, le CD Montijo, le SC Salgueiros et le GD Coruchense. Lors de la phase aller, les joueurs de Tellechea gagnent 4 matches et n'en perdent qu'un seul, ce qui les place en bonne position et leur offrant toutes les possibilités d'ascension. Lors des matches retour, rien ne va et c'est face au SC Farense que tout se décide, s'ils gagnent c'est la montée directe, mais à nouveau le sort s'acharne, un penalty raté dans les dernières secondes et c'est le match nul qui les élimine de toute possibilité de montée.
On perd sa trace la saison suivante, et on le retrouve à la tête du FC Barreirense en première division nationale. Il termine 12e, n'évitant pas la relégation. La saison suivante, il est au CD Béja en deuxième division, puis à l'SC Sanjoanense en 1960-61.
En février 1962, il est appelé au chevet du Beira-Mar, qui est avant-dernier du championnat portugais
avec seulement 7 points à son actif. Sans effectuer une véritable révolution tactique, il met en confiance ses joueurs et les amène à produire un jeu de qualité. À la fin de la saison, il n'a perdu que trois matches sur onze en championnat, mais cela n'est pas suffisant pour sauver le club de la relégation.
On reperd sa trace durant la saison 1962-63.
En 1963-64, à la suite du départ de l'entraîneur brésilien Beracocheia, il prend en main la destinée du SC Covilhã, qui évolue en deuxième division zone nord, tenant la première place depuis la 13e journée, la décision finale a lieu lors de la dernière journée face au SC Braga, son opposant direct. Le vainqueur de ce match aura la montée directe, malheureusement pour les hommes de Tellechea, les "Arsenalistas" s'imposent 4 buts à 1 et passent ainsi devant pour un point. Il réalise une belle prestation lors de la "Taça Ribeiro dos Reis" en fin de saison, terminant premier de sa série, et perdant en demi finale. La saison suivante ne lui sourit pas autant, luttant pour la montée en début de saison, l'équipe perd pieds et finit à la 6e place.
Lors de la saison 1965-66, on le retrouve, toujours en deuxième division zone nord, au sein d'un club qu'il a connu comme joueur, le FC Famalicão.
En 1966, il rejoint le Portimonense SC qui joue aussi en deuxième division. Il réalise une belle saison terminant à la 2e place de la zone sud.
Arrivée comme entraîneur de l'União de Tomar, il est celui qui garantit la montée de ce dernier à la Division I, et tout se joue lors de la 23e journée face Torres Novas. Ses joueurs perdent la finale qui désigne le champion de deuxième division face à l'Atlético CP sur le score de 3 buts à 2. Il en reste l'entraîneur au cours des saisons 1968-1969 et 1969-1970 (jusqu'à la 18e journée, où il est remplacé par Fernando Cabrita).
l'União de Tomar est le premier et seul club du district de Santarém, à ce jour à être présent en première division. Les débuts du club à ce niveau restent à jamais dans l'histoire du club grâce à la victoire contre le Sporting CP (2-1), et des résultats nuls à nouveau face aux "Lions" (2-2), le FC Porto (1-1) et le Belenenses (2-2). Ils terminent 10e, meilleur classement du club en première division. La saison suivante, il réalise avec ses joueurs un excellent début de saison atteignant la 2e place, par la suite c'est la descente vers la dernière. Après cinq matches sans victoires, il est démis de ses fonctions.
On le retrouve en 1971 sur les bancs de l'Académico de Viseu, club qui a connu ses débuts comme entraîneur. Le club évolue en troisième division faisant depuis plusieurs années l'ascenseur avec le niveau supérieur. Mais il ne finit pas la saison, étant remercié à la 19e journée.
Cinq ans après, il prend en charge le GD Mangualde, tout juste promut en troisième division. Il y retrouve le brésilien Cláudio Silva, qu'il a eu sous ses ordres à l'União de Tomar. Il réalise une excellente saison terminant premier de la série C.
La saison suivante, il n'accompagne pas le GD Mangualde en deuxième division, et rejoint l'Oliveira do Bairro SC qui évolue dans la même série. Il dispose d'une équipe essentiellement composée de joueurs formés au club. À nouveau, il termine premier de sa série, mais échoue à nouveau pour la conquête du titre de champion du Portugal de troisième division. Il les accompagne en deuxième division, mais avec une équipe peu remaniée, il réalise une honorable 10e place. Après cette saison, il n'est retrouvé aucune trace de Tellechea à la tête d'une équipe portugaise.

#### Statistiques entraîneur
Le tableau ci-dessous, comprend tous les matches officiels (Championnats, Coupes, et Coupes Continentales), hors matches amicaux.
| Résultats | Résultats             | Résultats        | Résultats       | Résultats       | Résultats       | Résultats           | Total         | Total   | Total   | Total   |
| Saison    | Club                  | Pays/Championnat | V.              | N.              | D.              | Cl.                 | Titres        | % V.    | % N.    | % D.    |
| --------- | --------------------- | ---------------- | --------------- | --------------- | --------------- | ------------------- | ------------- | ------- | ------- | ------- |
| 1947-1948 | Ac. de Viseu          | Terceira Divisão | Incomplet (5)   | Incomplet (3)   | Incomplet (2)   | ?                   | ?             | %       | %       | %       |
| 1948-1949 | Ac. de Viseu          | Segunda Divisão  | ?               | ?               | ?               | ?                   | ?             | %       | %       | %       |
| 1949-1950 | Ac. de Viseu          | Segunda Divisão  | ?               | ?               | ?               | ?                   | ?             | %       | %       | %       |
| 1950-1951 | Os Belenenses         | Primeira Divisão | ?               | ?               | ?               | ?                   | ?             | %       | %       | %       |
| 1950-1951 | Académica             | Primeira Divisão | incomplet (3)   | incomplet (3)   | incomplet (1)   | 8e                  | 0             | %       | %       | %       |
| 1951-1952 | Académica             | Primeira Divisão | 8               | 7               | 13              | 7e                  | 2             | 28,57 % | 25 %    | 46,43 % |
| 1952-1953 | Académica             | Primeira Divisão | 7               | 5               | 16              | 11e                 | 0             | 25 %    | 17,86 % | 57,14 % |
| 1953-1954 | Académica             | Primeira Divisão | 9               | 2               | 17              | 13e                 | 1             | 32,14 % | 7,14 %  | 60,72 % |
| 1954-1955 | Torreense             | Segunda Divisão  | 25              | 5               | 6               | ?                   | 1             | 69,44 % | 13,89 % | 16,67 % |
| 1955-1956 | Torreense             | Primeira Divisão | 11              | 8               | 12              | 7e                  | 0             | 35,48 % | 25,81 % | 38,71 % |
| 1956-1957 | V. Guimarães          | Segunda Divisão  | 21              | 9               | 6               | 2e Z. Nord          | 0             | 58,33 % | 25 %    | 16,67 % |
| 1958-1959 | FC Barreirense        | Primeira Divisão | 7               | 3               | 16              | 12e                 | 0             | 26,92 % | 11,54 % | 61,54 % |
| 1959-1960 | CD Beja               | Segunda Divisão  | 8               | 6               | 14              | 9e Z. Sud           | 0             | 28,57 % | 21,43 % | 50 %    |
| 1960-1961 | SC Sanjoanense        | Segunda Divisão  | 12              | 7               | 11              | 6e Z. Nord          | 0             | 40 %    | 23,33 % | 36,67 % |
| 1961-1962 | SC Beira-Mar          | Primeira Divisão | 6               | 2               | 4               | 11e                 | 0             | 50 %    | 16,67 % | 33,33 % |
| 1963-1964 | SC Covilhã            | Segunda Divisão  | Incomplet (5)   | Incomplet (2)   | Incomplet (2)   | 2e Z. Nord          | 0             | %       | %       | %       |
| 1964-1965 | SC Covilhã            | Segunda Divisão  | 12              | 9               | 14              | 6e Z. Nord          | 0             | 34,29 % | 25,71 % | 40 %    |
| 1965-1966 | FC Famalicão          | Segunda Divisão  | 11              | 5               | 19              | 12e Z. Nord         | 0             | 31,43 % | 14,29 % | 54,28 % |
| 1966-1967 | Portimonense SC       | Segunda Divisão  | 19              | 5               | 13              | 2e Z. Sud           | 0             | 51,35 % | 13,51 % | 35,14 % |
| 1967-1968 | União de Tomar        | Segunda Divisão  | 23              | 6               | 8               | 1er Z. Nord         | 1             | 62,16 % | 16,22 % | 21,62 % |
| 1968-1969 | União de Tomar        | Primeira Divisão | 10              | 8               | 14              | 10e                 | 0             | 31,25 % | 25 %    | 43,75 % |
| 1969-1970 | União de Tomar        | Primeira Divisão | 3               | 4               | 11              | Saison non terminée | 0             | 16,67 % | 22,22 % | 61,11 % |
| 1971-1972 | Ac. de Viseu          | Terceira Divisão | ?               | ?               | Incomplet (1)   | Saison non terminée | 0             | %       | %       | %       |
| 1976-1977 | GD Mangualde          | Terceira Divisão | 20              | 5               | 6               | 1er Série C         | 1             | 64,52 % | 16,13 % | 19,35 % |
| 1977-1978 | Oliveira do Bairro SC | Terceira Divisão | 22              | 6               | 4               | 1er Série C         | 1             | 68,75 % | 18,75 % | 12,50 % |
| 1978-1979 | Oliveira do Bairro SC | Terceira Divisão | 10              | 7               | 14              | 10e Z. Centre       | 0             | 32,26 % | 22,58 % | 45,16 % |
| Total     | Total                 | Total            | incomplet (257) | incomplet (117) | incomplet (224) | -                   | incomplet (7) | %       | %       | %       |

## Palmarès

### En tant que joueur

#### Avec leCA Peñarol(1)
- Vainqueur du Championnat d'Uruguay de football 1936.

#### Avec leGD Estoril-Praia(1)
- Vainqueur du Campeonato de Segunda Divisão en 1942.

#### Avec leAc. de Viseu(2)
- Vainqueur du championnat de l'AF Viseu Divisão Honra 1947-48.
- Vainqueur du championnat de Deuxième Division Zone B 1949-50.

### En tant qu'entraîneur

#### Avec l'Académica de Coimbra(3)
- Vainqueur du Campeonato Nacional Juniors, deux fois en 1952 et 1954.
- Vainqueur du championnat de l'AF Coimbra Juniors en 1952.

#### Avec leTorreense(1)
- Vainqueur du Campeonato de Segunda Divisão en 1955.

#### Avec l'União de Tomar(1)
- Vainqueur du Championnat du Portugal de football D2 Zone Nord en 1968.

#### Avec le GD Mangalde(1)
- Vainqueur du Championnat du Portugal de football de D3 Série C 1977.

#### Avec l'Oliveira do Bairro SC(1)
- Vainqueur du Championnat du Portugal de football de D3 Série C 1978.

### Honneurs
- Vice-champion de France 1936-1937 avec FC Sochaux-Montbéliard , en tant que joueur.
- Finaliste de la Coupe du Portugal en 1941 avec Os Belenenses , en tant que joueur.
- Vice-champion du Portugal de troisième division 1947-48 avec l'Académico de Viseu , en tant que joueur-entraîneur.
- Finaliste de la Coupe du Portugal en 1951 avec l'Académica de Coimbra , en tant qu'entraîneur.
- Finaliste de la Coupe du Portugal en 1956 avec Torreense , en tant qu'entraîneur.
- Vice-champion du Portugal de deuxième division 1967-68 avec l'União de Tomar , en tant qu'entraîneur.